# Festival internazionale del film d'animazione di Annecy
Il Festival internazionale del film d'animazione di Annecy (in francese, Festival international du film d'animation d'Annecy) è una kermesse dedicata al cinema d'animazione. Il festival si svolge agli inizi di giugno dal 1960, anno in cui si decise di organizzare la terza edizione delle "giornate internazionali del cinema d'animazione" (Journées internationales du cinéma d’animation) nell'omonima cittadina francese.
Il festival, inizialmente organizzato ogni anno, dall'edizione del 1963 divenne biennale fino al 1997 quando la cadenza ritornò annuale.
Il festival si sviluppa come competizione prevedendo l'assegnazione di premi distribuiti all'interno di cinque categorie:
- Cristal per il lungometraggio;
- cortometraggio;
- film TV e su commissione;
- film elaborati come prova d'esame;
- premi speciali.

Il premio consegnato è il Cristal.

2018: Scissor Seven 
(Paese: Cina)